# Каланов, Николай Александрович
Николай Александрович Каланов (род. 9 августа 1956, Казань) — российский писатель-маринист, историк, специалист по языкознанию (разделы фольклористика, лексикография, жаргон, связанные с морской тематикой.

## Биография
Родился 9 августа 1956 года в Казани. С 1973 по 1978 гг. обучался в Севастопольском высшем военно-морском инженерном училище (специализация — инженер-механик по эксплуатации ядерных установок атомных подводных лодок).
С 1978 по 1981 гг. служил в Главном управление космических средств (ГУКОС) на НИП-13 (г. Улан-Удэ) — начальником станции передающих средств. С 1981 по 1987 в Службе космических исследований Отдела морских экспедиционных работ АН СССР. За пять лет службы на научно-исследовательском судне «Академик Сергей Королёв» совершил шесть многомесячных рейсов (преимущественно по Атлантическому океану), провёл в море 4 года, пройдя 250 000 миль. Служил на должности начальника отделения (старшего научного сотрудника) командно-передающих средств «Мезон» — отвечал за поддержание связи с долговременными орбитальными станциям «Салют» и «Мир», космическими кораблями «Союз» (в том числе «Союз Т-12», «Союз Т-13», «Салют-7»), «Союз Т», «Союз ТМ», транспортными кораблями «Прогресс», многочисленными спутниками. После перевода в Москву работал в отделе, связанным с испытаниями космической техники многоразового космического корабля «Буран», а с 1991 года в Центре управления полётами (г. Королёв) до выхода в запас в 1993 году.
В 1993 году окончил Международный независимый эколого-политологический университет по специальности «юрист».
В 2001 году Каланов Николай был учредителем Некоммерческого партнерства по пропаганде здорового образа жизни «Евразийское вегетарианское общество». Деятельность членов Общества была направлена на поддержку и развитие принципов вегетарианства, пропаганду здорового образа жизни.. НП «Евразийское вегетарианское общество» до 2008 года было членом Международного вегетарианского союза. В 2001 году Каланов Николай был избран Президентом «Евразийского вегетарианского общества» и участвовал во Всемирном вегетарианском конгрессе в Эдинбурге (2002 г.), где выступил с докладом «Вегетарианство в России, прошлое, настоящее и будущее». НП «Евразийское вегетарианское общество» с 2001 года выпускало журнал «Вегетарианец» (главный редактор Каланов Н. А.)
Является учредителем и членом совета Региональной общественной организации «Клуб ветеранов Морского космического флота».

## Творчество
Каланов Н. А. начал коллекционировать морской фольклор во время обучения в Севастопольском высшем военно-морском инженерном училище (1978 год). Публиковал исторические статьи в журналах «Судостроение», «Морской флот», «Северные просторы», «Наваль», в военных, флотских, морских и речных отраслевых газетах. Основные темы, над которыми он работает, — это морская история и всё, что связано с морской тематикой в разделах лексикография и языкознание.
В 1995 году Каланов Н. А. первым в России опубликовал «Сборник пословиц и поговорок о море и моряках» — «Море — великий путь». В нём собраны около 5000 морских пословиц и поговорок, в переводе со 120 языков народов мира, в которых отражены самые разные стороны взаимоотношений человека с морской стихией, флорой и фауной.
В 2002 году был издан первый в русской лексикографии «Словарь морского жаргона» — автор-составитель Каланов Н. А. Словарь включает в себя около 3000 лексических единиц (слов и словосочетаний), принадлежащих к профессиональному языку моряков. Словарь раскрывает грамматику, значение, источник слов и выражений. Он богато иллюстрирован примерами из произведений писателей-маринистов. Этот словарь является первым в истории российской лексики и фразеологии и достаточно полно отражает современный морской язык. Словарь был положительно отмечен ведущими специалистами филологии и культурологии..
За эти книги в 2019 году Каланов Н. А. стал лауреатом Национальной премии «Имперская культура» имени Эдуарда Володина в номинации «Справочная литература»
«Труд Н. А. Каланова — это своего рода подведение итогов уходящей эры, подробное, тщательное любовное описание того макропрофессионального поля, которое имело самое непосредственное отношение к эре Рыб, к стихии воды. К эре и стихии принесшей России славу и бессмертие.. Без таких книг мы не сможем идти дальше» — Доктор культурологии, профессор МГУ им. Ломоносова В. С. Елистратов.
«В 2002 году появился первый в русской лексикографии „Словарь морского жаргона“ Н. А. Каланова, содержащий 3000 единиц. Н. А. Каланову удалось не только собрать колоссальный языковой материал, но и проиллюстрировать значительное количество единиц словаря примерами из художественной литературы. Признавая заслуги автора словаря, следует отметить, что в целом „Словарь морского жаргона“, отражает состояние разработки теории социальных вариантов языка в отечественной лингвистике… Словарь Н. А. Каланова — многолетняя серьёзная лексикографическая работа, имеющая своей целью продемонстрировать многообразие состава морского языка, которая, безусловно, найдёт своего благодарного читателя» — статья «Профессиональный морской подъязык и словарь профессионального языка». Автор доктор филологических наук, профессор Казанского Федерального Университета Солнышкина М. И.
Каланов Н. А. в Москве активно сотрудничал с известным писателем-маринистом Л. Н. Скрягиным, после его смерти завершил и опубликовал (в 2013 году) книгу: «Англо-русский словарь морских идиом и жаргона». В нём более 3400 английских морских жаргонных слов и идиоматических выражений с этимологическими пояснениями и историческими справками.
С 2014 года член Союза писателей России и член военно-художественной студии писателей Центрального Дома Российской армии имени М. В. Фрунзе Министерства обороны Российской Федерации. Активно печатается в журналах, выступает на радио и творческих встречах.
Организатор и автор серии книг по морскому фольклору и истории флота — «Энциклопедия морской культуры».
За эту серию книг стал лауреатом Национальной литературной премии «Золотое Перо Руси» 2015.

## Награды
- Медаль «Первый космонавт Юрий Гагарин» (Федерация космонавтики России).[29]
- Почётное звание «Заслуженный испытатель космической техники».[29]
- Лауреат Национальной литературной премии «Золотое Перо Руси» 2015 и 2018.[30]
- Лауреат Национальной премии «Имперская культура» имени Эдуарда Володина в номинации «Справочная литература» за книги: «Словарь пословиц и поговорок о море», «Словарь морского жаргона» 2019 г.[16][31]
- Юбилейная медаль «70 лет Вооружённых Сил СССР»
- Медаль «За безупречную службу» (3 степеней)

## Примечание
1. ↑  Список выпускников СВВМИУ 1978 г. — http://www.svvmiu.ru/forum/viewtopic.php?t=4474 Архивная копия от 18 октября 2021 на Wayback Machine
2. ↑  О награждение Советом Федерации Космонавтики России  Архивная копия от 18 октября 2021 на Wayback Machine
3. ↑  Реестр Некоммерческого Партнёрства — https://egrinf.com/7148816
4. ↑  Об этом обществе и его работа написано в книге Питера Бранга «Россия неизвестная: История культуры вегетарианских образов жизни от начала до наших дней». / Пер. с нем. А. Бернольд и П. Бранга: Языки славянской культуры; Москва; 2006. ISBN 5-9551-0138-1 (стр. 10,395,399-400,494)
5. ↑  Peter Brang «Ein unbekanntes Russland. Kulturgeschichte vegetarischer Lebensweisen von den Anfängen bis zur Gegenwart». Böhlau, Köln 2002, 3, 494 ISBN 3-412-07902-2.
6. ↑  Программа выступлений на Всемирном вегетарианском конгрессе в Эдинбурге в 2002 г. — http://www.ivu.org/congress/2002/program/tuesday.html Архивная копия от 11 сентября 2015 на Wayback Machine
7. ↑  Текст доклада Каланова Н.А — http://www.ivu.org/news/2002/russia.html Архивная копия от 11 сентября 2015 на Wayback Machine
8. ↑  Журнал «Вегетарианец»
 №1-2 - http://gorizont.moscow/vegetarianec2 Архивная копия от 25 ноября 2022 на Wayback Machine
9. ↑  РОО "Региональная общественна организация «Клуб ветеранов космического флота», | РБК Компании
10. ↑  РОО «Клуб ветеранов МКФ»  Архивная копия от 21 апреля 2021 на Wayback Machine
11. ↑  Журнал «Судостроение» № 12-1987, № 4-1988
12. ↑  Журнал «Морской флот» № 3-1987, № 11-1988, № 1,3,4-1989, № 1,5,11-1990
13. ↑  Журнал «Северные просторы» № 1,3-1989  Архивная копия от 16 ноября 2021 на Wayback Machine
14. ↑  Каланов Н. А. Море — великий путь. Издательство «Фарт», 1995—270 с. В 2010 г. вышло 2-е переработанное издание — Каланов Н. А. Словарь пословиц и поговорок о море. — М.: Моркнига, 2010—240 с. ISBN 978-5-903081-02-8.
15. ↑  Словарь морского жаргона. Н. А. Каланов. — М. ; Рус. словари : Азбуковник, 2002. — 475, с. : ил., портр.; 21 см; ISBN 5-93786-033-0 (Азбуковник). В 2010 году вышло 2 издание — Каланов Н. А. Словарь пословиц и поговорок о море (2 переизд). — М.: Моркнига, 2010—240 с. ISBN 978-5-903081-02-8.
16. 1 2  Союз писателей России — https://rospisatel.ru/sobytija2020/10.html Архивная копия от 30 января 2020 на Wayback Machine
17. ↑  Сайт День литературы. Дата обращения: 30 января 2020. Архивировано 30 января 2020 года.
18. ↑  Статья «К проблеме изучения профессиональных языков» в книге Каланова Н. А. Словарь морского жаргона (2 переизд.). — М.: Моркнига, 2011—440 с. ISBN 978-5-9906698-5-7, стр 415—419
19. ↑  Интеллектуальная Система Тематического Исследования Наукометрических данных. Дата обращения: 26 августа 2018. Архивировано 26 августа 2018 года.
20. ↑  Доктор культурологии, профессор МГУ им. Ломоносова Елистратов В.С. Предисловие к книге Н.А. Каланова "Словарь морского жаргона" - "К проблеме изучения профессиональных языков". Интеллектуальная Система Тематического Исследования Наукометрических данных (2002). Дата обращения: 6 ноября 2017. Архивировано 7 ноября 2017 года.
21. ↑  В книге Каланова Н. А. Словарь морского жаргона (2 переизд.). — М.: Моркнига, 2011—440 с. ISBN 978-5-9906698-5-7, стр 420—436.
22. ↑  Каланов Н. А., Скрягин Л. Н. Англо-русский словарь морских идиом и жаргона. — М.: Моркнига, 2013—250 с., — ISBN 978-5-03-003315-0.
23. ↑  Культурный центр Вооруженных Сил собирает военных писателей и поэтов. Литературного объединения им. Героя Советского Союза, писателя В.В. Карпова при Военно-художественной студии писателей. (20 января 2015). Дата обращения: 6 ноября 2017. Архивировано 7 ноября 2017 года.
24. ↑  Культурный центр Вооруженных Сил собирает военных писателей и поэтов Архивная копия от 9 августа 2018 на Wayback Machine
25. ↑  Передача "Адмиралтейство". Радио "Маяк" (9 ноября 2016). Дата обращения: 6 ноября 2017. Архивировано 7 ноября 2017 года.
26. ↑  Писатели-маринисты соберутся на заседании клуба «Связующая нить». Информационный сайт управы Басманного района г. Москва (18 июня 2016). Дата обращения: 6 ноября 2017. Архивировано 7 ноября 2017 года.
27. ↑  Каланов Н.А. Серия книг "Энциклопедия морской культуры". Издательство "Горизонт" (12 мая 2015). Дата обращения: 6 ноября 2017. Архивировано 12 ноября 2017 года.
28. ↑  Лауреаты Национальной литературной премии "Золотое Перо Руси" 2015. Национальная литературная премия "Золотое Перо Руси" 2015 (3 ноября 2015). Дата обращения: 1 июля 2022. Архивировано 31 марта 2022 года.
29. 1 2  Совет Федерации Космонавтики России наградил ветерана МКФ Каланова Николая Александровича — ski-omer. Дата обращения: 18 октября 2021. Архивировано 18 октября 2021 года.
30. ↑  Список лауреатов Национальной литературной премии "Золотое Перо Руси" 2015. Премия "Золотое Перо Руси" 2015 (4 ноября 2015). Дата обращения: 16 ноября 2017. Архивировано 28 декабря 2021 года.
31. ↑  Сайт «День литературы» — https://denliteraturi.ru/article/4584 Архивная копия от 30 января 2020 на Wayback Machine